# Historischer Verein für Stadt und Kreis Ludwigsburg
Der Historische Verein für Stadt und Kreis Ludwigsburg (e.V.) ist ein 1897 gegründeter Geschichtsverein, der sich der Geschichte der Stadt und des Landkreises Ludwigsburg widmet.

## Geschichte
Der Verein wurde am 13. November 1897 als „Historischer Verein für Ludwigsburg und Umgebung“ gegründet. Erster Vorsitzender wurde der Ludwigsburger Stadtschultheiß und Oberbürgermeister Gustav Hartenstein, sein Stellvertreter der Lehrer und Historiker Christian Belschner, der die treibende Kraft hinter der Vereinsgründung gewesen war und 1899 die Funktion des 1. Vorsitzenden übernahm.
Als Zweck des Vereins wurde festgeschrieben, „die Geschichte von Ludwigsburg und Umgegend zu erforschen“. Er sollte ferner das Geschichtsbewusstsein der Bevölkerung wecken. Der Verein veranstaltet bis heute Vorträge und Ausflüge und gibt die Zeitschrift Ludwigsburger Geschichtsblätter heraus.
Mit den beiden Erweiterungen des Landkreises Ludwigsburg 1938 und 1973 wurde die Arbeit des Vereins auch auf die neu hinzugekommenen Gemeinden erweitert.

## Die historische Sammlung des Vereins
Das Anlegen einer historischen Sammlung zur Geschichte Ludwigsburgs war schon 1897 als Zweck des Vereins festgelegt worden. Durch Ankäufe und Schenkungen aus der Bevölkerung trug der Verein eine große Sammlung zusammen, die zunächst im Ratskeller, ab 1905 im Ruinenbau des Ludwigsburger Schlosses und ab 1923 im Favoriteschloss untergebracht war. Die Sammlung des Vereins wurde 1942 an die Stadt Ludwigsburg übergeben, Teile davon sind heute im Ludwigsburg Museum zu sehen.

## Vorsitzende
- Gustav Hartenstein (1897–1899)
- Christian Belschner (1899–1941)
- Oscar Paret (1941–1961)
- Heinrich Gaese (1961–1969)
- Willi Müller (1969–1978)
- Wolfgang Bollacher (1978–2003)
- Elfriede Krüger (2003–2022)
- Klaus Hermann (seit 2022)